# Arthur Verocai (álbum)
Arthur Verocai é o álbum de estreia do musico brasileiro Arthur Verocai, lançado em meados de 1972 pela gravadora Continental. O álbum acabou sendo um fracasso de vendas e sendo esquecido pela critica especializada da época. Tal fiasco fez Arthur repensar sua carreira como cantor solo, migrando para a área de composição, arranjos e produção musical nas próximas décadas.
O álbum se manteve num certo anonimato até o meio da primeira década do século XXI, quando vários artistas de rap e hip hop estadunidenses, fizeram samples com musicas do álbum, entre elas, Na Boca do Sol, usada por MF Doom na musica "Orris Root Powder" em 2005, e a dupla de hip hop Little Brother sampleou, também em 2005, a musica Cabocla para a faixa "We Got Now".

## Faixas
- Todas as faixas compostas por Vitor Martins e Arthur Verocai , exceto onde indicado.

Lado A
| N.º | Título           | Compositor(es)                   | Duração |  |
| 1.  | "Caboclo"        |                                  | 2:52    |  |
| 2.  | "Pelas Sombras"  |                                  | 2:16    |  |
| 3.  | "Sylvia"         | Arthur Verocai                   | 3:02    |  |
| 4.  | "Presente Grego" |                                  | 2:32    |  |
| 5.  | "Dedicado a Ela" | Paulinho Tapajós, Arthur Verocai | 3:33    |  |

Lado B
| N.º            | Título                       | Compositor(es) | Duração |  |
| 6.             | "Seriado"                    |                | 1:45    |  |
| 7.             | "Na Boca do Sol"             |                | 2:54    |  |
| 8.             | "Velho Parente"              |                | 2:20    |  |
| 9.             | "O Mapa"                     |                | 2:42    |  |
| 10.            | "Karina (Domingo no Grajaú)" |                | 5:16    |  |
| Duração total: | Duração total:               | Duração total: | 29:01   |  |